# Throne to the Wolves
Throne to the Wolves (Traducido como Trono de los lobos) es el cuarto álbum de la banda de post hardcore From First to Last. Este álbum no contó con ningún sencillo, pero con un éxito moderado, igualando a su álbum debut del 2004. Este fue su único álbum con Rise Records. Going Lohan, Cashing Out y I'll Inoculate the World with the Virus of My Disillusionment fueron subidas a su MySpace para su descarga gratis. Este es el único álbum sin Travis Ritcher, y volvió en la reunión de la banda en noviembre de 2013 tras 3 años de separación.

## Listado de canciones
Todas las canciones escritas y compuestas por From First To Last. 
| N.º   | Título                                                          | Duración |  |
| 1.    | «Cashing Out»                                                   | 3:06     |  |
| 2.    | «Chyeaaaaa!»                                                    | 1:01     |  |
| 3.    | «Elvis Said Ambition is a Dream with a V8 Engine»               | 4:21     |  |
| 4.    | «G.R.I.T.S.»                                                    | 3:03     |  |
| 5.    | «Going Lohan»                                                   | 2:39     |  |
| 6.    | «I'll Inoculate the World with the Virus of My Disillusionment» | 4:31     |  |
| 7.    | «You, Me and the Significant Other»                             | 3:52     |  |
| 8.    | «The He Man Woman Haters Club»                                  | 3:14     |  |
| 9.    | «M.O.»                                                          | 4:04     |  |
| 10.   | «A Soft War»                                                    | 2:16     |  |
| 11.   | «Now That You're Gone»                                          | 5:03     |  |
| 36:30 |                                                                 |          |  |

## Personal
| FFTL - Matt Good - voces, guitarra rítmica, teclados, sintetizadores, programación, producción - Blake Steiner - guitarra principal - Matt Manning - bajo, voces - Derek Bloom - batería, percusión, coros, programación, guitarra adicional | Producción - Lee Dyess - producción, masterización, mezcla, ingeniero de sonido |